# Porte de Vanves (Métro Paris)
Porte de Vanves ist eine unterirdische Station der Pariser Métro. Sie befindet sich unterhalb der Rue Raymond Losserand im 14. Arrondissement von Paris und wird von der Métrolinie 13 bedient. Es besteht Umsteigemöglichkeit zur Linie 3 der Pariser Straßenbahn an der oberirdischen Haltestelle. Die Station ist nach dem gleichnamigen Stadtviertel von Paris benannt.
Die Station wurde am 21. Januar 1937 in Betrieb genommen, als der Abschnitt der Linie 13 (damals Linie 14) von der Station Porte de Vanves bis zur Station Bienvenüe eröffnet wurde. Am 9. November 1976 wurde die Strecke Teil der heutigen Linie 13. Sie war bis dahin auch südlicher Endpunkt der Linie 13. Seitdem verkehrt sie weiter bis zum heutigen Endpunkt Châtillon – Montrouge. Seit dem 16. Dezember 2006 verkehrt die Linie 3 an der oberirdischen gleichnamigen Haltestelle.